# Andrei Michailowitsch Alexandrow
Andrei Michailowitsch Alexandrow (russisch Андрей Михайлович Александров; Deckname: Agentow; * 1918; † 1993) war ein russisch-sowjetischer Diplomat und Berater von vier Kreml-Chefs.
Alexandrow studierte Germanistik und absolvierte die skandinavischen Abteilung der Philosophischen Fakultät der Leningrader Universität. Von 1940 bis 1942 war er Referent im TASS-Büro in Stockholm und danach Attaché. 1947 wurde er 2. Sekretär der Vertretung in Stockholm  und nahm später eine leitende Funktion im Ministerium für Auswärtige Angelegenheiten (Ministerstwo Inostrannych Del/MID) ein.
Von 1964 bis 1986 war er Mitarbeiter und persönlicher Assistent der vier Generalsekretäre des ZK der KPdSU, Leonid Breschnew, Juri Andropow, Konstantin Tschernenko und Michail Gorbatschow.